# Doraemon y las mil y una aventuras
Doraemon y las mil y una aventuras (ドラえもん のび太のドラビアンナイト Doraemon Nobita no dorabian naito, lit. Las noches dórabes de Nobita) es una película de Doraemon estrenada el 9 de marzo de 1991 en Japón. El 25 de junio de 2001, Luk Internacional, S.A. estrenó la película en los cines españoles, haciéndolo la primera película de Doraemon estrenada en España.

## Sinopsis
Nobita Nobi y Doraemon experimentan de primera mano la historia de Sinbad el marinero de las noches árabes, utilizando un artilugio de libro de cuentos, pero Nobita se aburre con solo mirarlo desde lejos. Intenta invitar a Shizuka Minamoto a entrar en los libros de cuentos de otros cuentos y accidentalmente trae a Takeshi "Gian" Goda y Suneo Honekawa. Gian y Suneo arruinan los libros de cuentos para crear un cuento "fresco", lo que hace que Nobita y Shizuka experimenten una mezcla de varios cuentos que a Shizuka no le gustan. Intentando irse, la alfombra mágica de Sinbad la derriba y cae en el desierto.
Al día siguiente, Doraemon se da cuenta de que Shizuka ha desaparecido y realiza una misión de rescate al Bagdad del siglo VIII, durante el reinado del califa Harun al-Rashid, después de recibir una confirmación del futuro de que el mundo de las Noches árabes coincide de hecho. Con el Califato Abasí del siglo VIII. Haciéndose pasar por comerciantes y sirvientes extranjeros, Nobita, Doraemon, Gian y Suneo son rescatados de Cassim y sus bandidos por el mismo califa, quien les otorga un permiso que les permite viajar desde el puerto de Basora. Inicialmente, los cuatro están acompañados por Micogil, un genio guía, pero este último se enoja cuando lo insultan debido a su incompetencia y se va. Sin embargo, después de comprar un barco, el comerciante, que se revela a sí mismo como Cassim, cruza dos grupos y los arroja por la borda.
Al despertarse en la costa del desierto árabe, los cuatro se ven obligados a caminar a través de él porque el bolsillo de Doraemon se perdió durante la tormenta que también estrelló la nave de Cassim. Sin embargo, son rescatados por un genio gigantesco comandado por Sinbad, quien reina sobre una maravillosa ciudad en el desierto presentada por un anónimo viajero del tiempo del futuro. Con sus artilugios mágicos, Sinbad ayuda a los cuatro a rescatar a Shizuka de un bandido llamado Abujil. Jurando venganza, Abujil se encuentra con Cassim y sus dos secuaces para buscar la ciudad perdida. Entonces se revela que Abujil fue el único visitante de la ciudad de Simbad que recuerda su ubicación, porque cuando Simbad lo instó a tomar una poción de memoria después de la visita, la escupió.
Después de llegar, Abujil y Cassim toman rápidamente la ciudad de Sinbad, a quien expulsan. Micogil regresa y ayuda al grupo con el bolsillo de Doraemon, que recuperó después de la tormenta. El grupo finalmente logró derrotar a Abujil y Cassim y retomar la ciudad. A pesar de la oferta de Sinbad para que se queden al no borrar sus recuerdos con la poción de la memoria, Nobita y sus amigos se despiden de él antes de regresar al presente, para siempre.

## Voces y doblaje
| Personaje                        | Voz original (1991) | Doblaje castellano (2001)                                             |
| -------------------------------- | ------------------- | --------------------------------------------------------------------- |
| Doraemon                         | Nobuyo Oyama        | Eduard Itchart                                                        |
| Nobita Nobi                      | Noriko Ohara        | Assumpta Navacués                                                     |
| Shizuka Minamoto                 | Michiko Nomura      | Olga Supervía                                                         |
| Suneo Honekawa                   | Kaneta Kimotsuki    | Noemí Bayarri                                                         |
| Takeshi "Gian" Goda              | Kayuza Tatekabe     | Nacho De Porrata                                                      |
| Sinbad el marino                 | Osama Saka          | Félix Benito                                                          |
| Abujil                           | Seizô Katô          | Antonio Lara                                                          |
| Cassim                           | Osamu Kato          | Miguel Ángel Jenner                                                   |
| Harun Al-Rashid                  | Jun Hazumi          | Alfonso Vallés                                                        |
| Micogil                          | Minori Matsushima   | Berta Cortés                                                          |
| Genio de la botella              | Daisuke Gôri        | Vicente Gil                                                           |
| Genio de la lámpara              | Teiyu Ichiryusai    | Nuria Trifol                                                          |
| Tamako Nobi                      | Sachiko Chijmatsu   | Mayte Supervía                                                        |
| Jack                             | Hiroko Emori        | Marta Covas                                                           |
| Madre de Shizuka                 | Masako Matsubara    | Marta Estrada                                                         |
| Hada marina                      | Yoshino Takamori    | Marta Estrada                                                         |
| Esbirro 2                        | Takashi Taguchi     | Lucas Cisneros                                                        |
| Bruja                            | Fushigi Yamada      | Mª Rosa Guillén                                                       |
| Sirenita/Pulgarcito              | ¿?                  | Marta Covas                                                           |
| Voces adicionales                | ¿?                  | Marta Covas, Javier Amilbia, Ramón Rocabayera, Juan Miguel Valdivieso |
| Director de grabación de doblaje | (ninguno)           | Antonio Lara                                                          |

## Videojuego
En diciembre de 1991, Hudson Soft y Now Production sacaron un juego de plataformas basado en la película para el PC Engine. Una versión con más escenas, gráficos mejorados y audio de CD salió en 1992 para la PC Engine CD.